# 賤ヶ岳

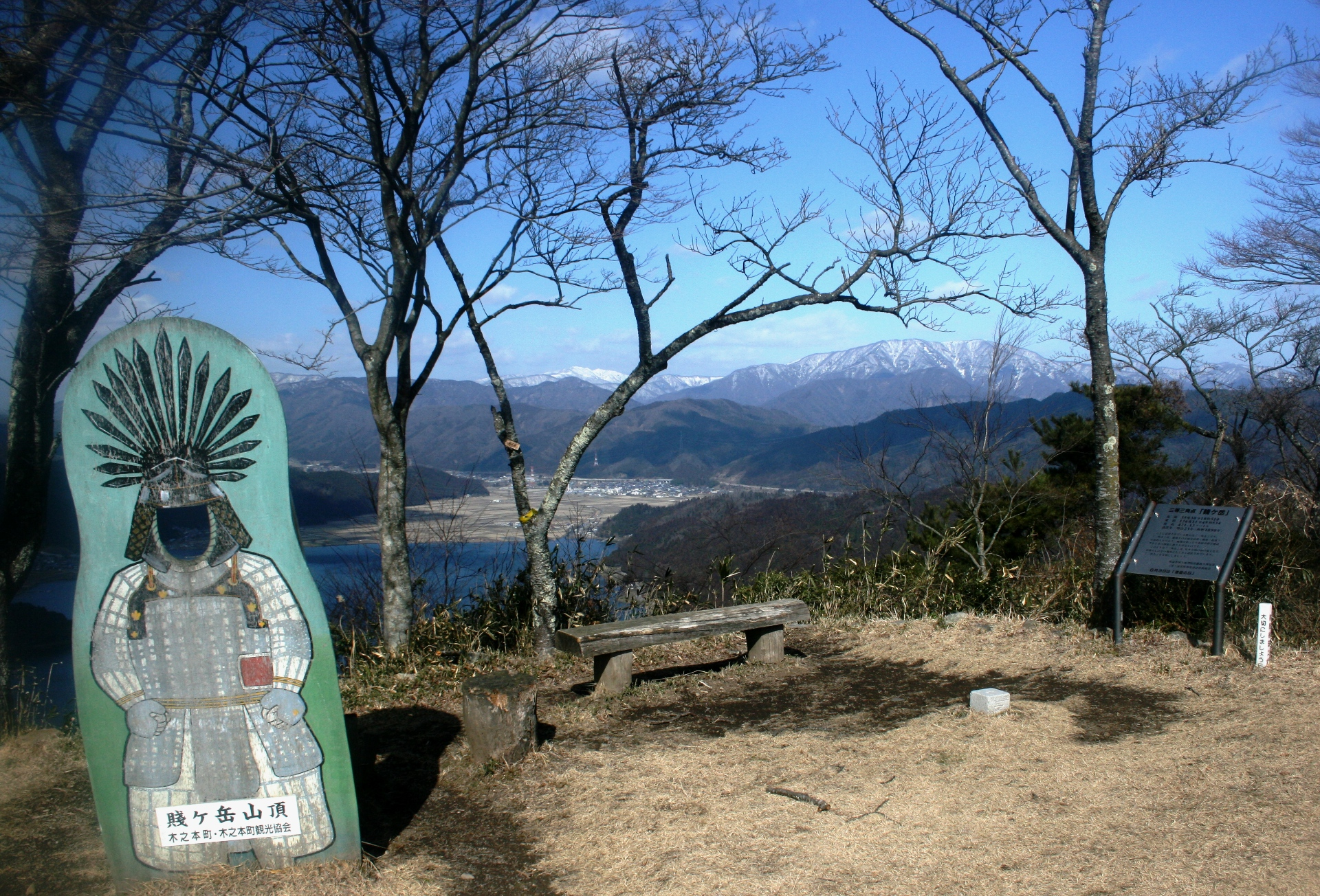
山頂の三角点

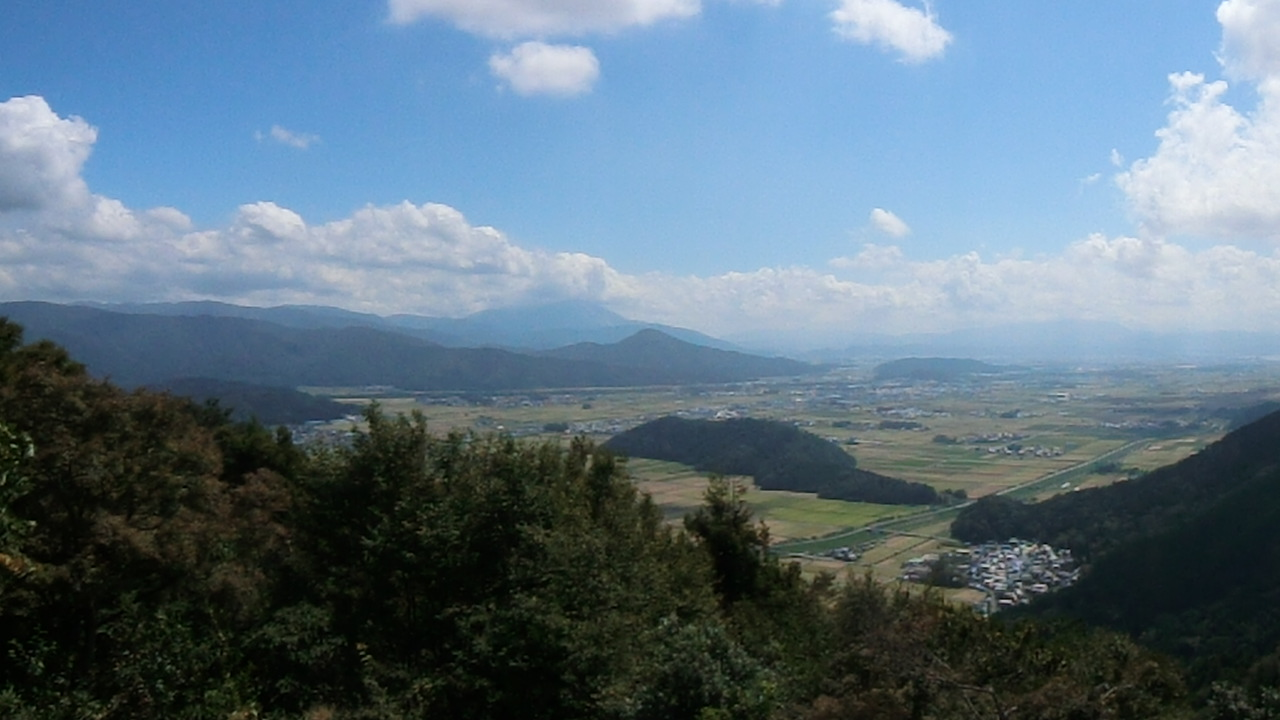
南東の眺望

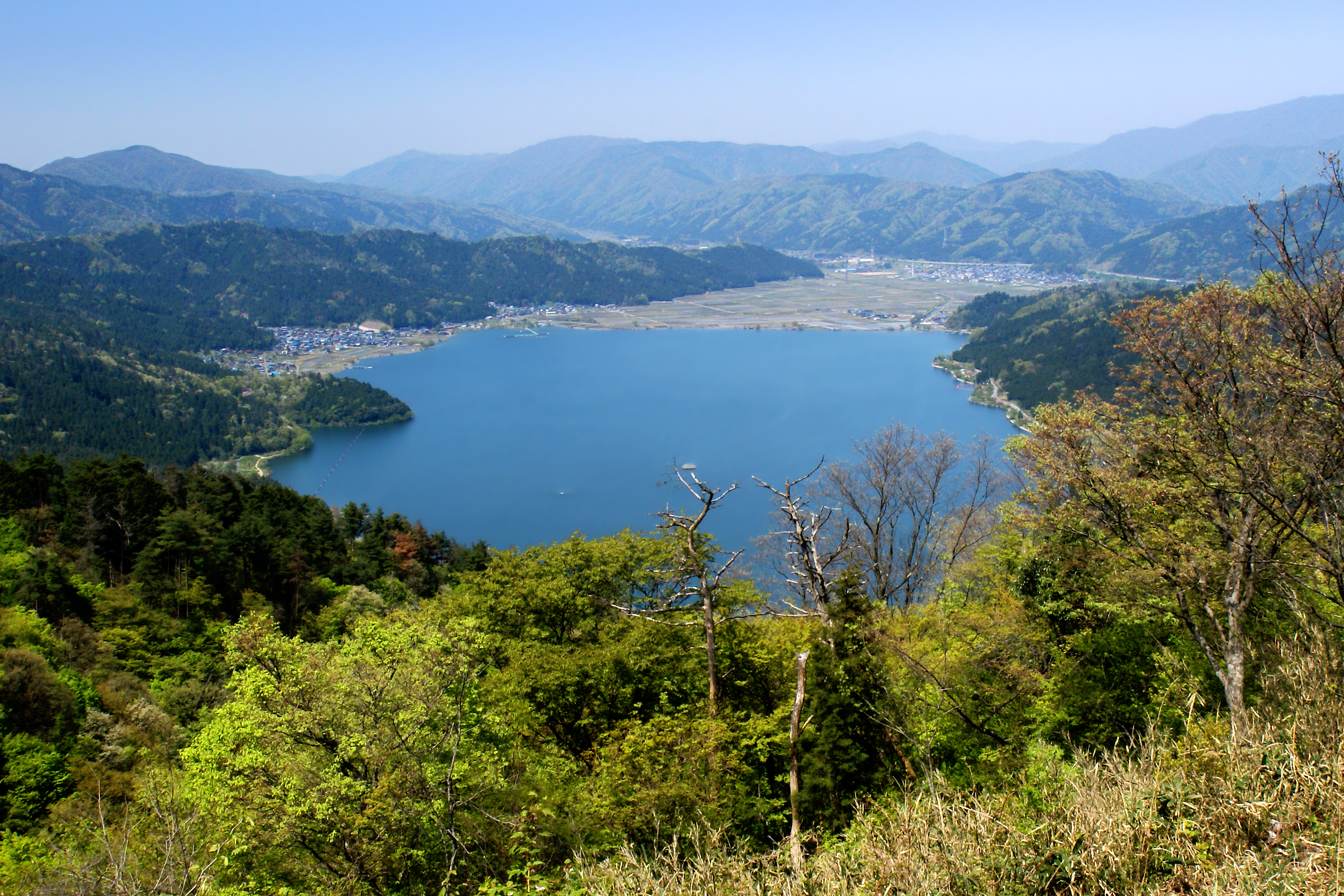
北に余呉湖を臨む

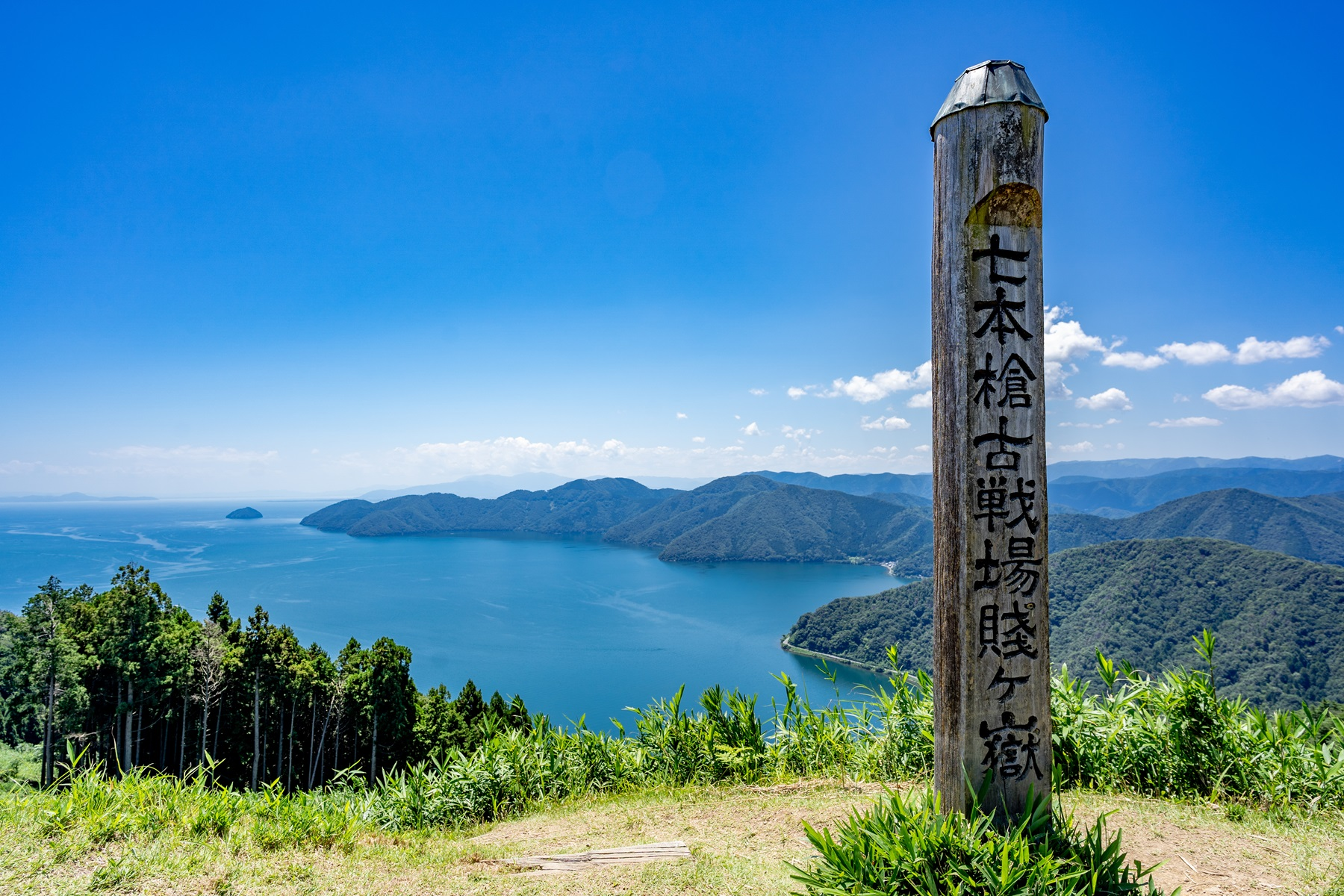
南に琵琶湖を臨む

賤ヶ岳（しずがたけ）は、滋賀県長浜市（旧伊香郡木之本町）にある標高421 mの山。琵琶湖と余呉湖を分ける。

## 概要
山域の周辺は琵琶湖国定公園に指定されている。「新雪 賤ヶ岳の大観」が琵琶湖八景のひとつに数えられている。
余呉湖の南湖畔にある国民宿舎余呉荘、琵琶湖北湖畔の飯裏、JR西日本北陸本線余呉駅、南側の山本山から延びる尾根など各方面から山頂に至るハイキングコースが整備されている。コース上には賤ヶ岳の戦いなどの多数の史跡がある。
また、山麓の長浜市木之本町大音地区との間には、1959年（昭和34年）8月に開業した「賤ヶ岳リフト」がある。賤ヶ岳リフトは近江鉄道によって運営されていたが、2019年（令和元年）6月に奥伊吹観光に譲渡された。

## 賤ヶ岳の戦い
1583年（天正11年）に、周辺は賤ヶ岳の戦いの合戦場となった。

## 地理

### 周辺の主な山
山頂からは北東に尾根が延び、その先には中川清秀の墓がある大岩山がある。北西には尾根が延びその先には、行市山（660 m）がある。南には琵琶湖東畔に沿って尾根が山本山（324 m）まで延びる。山頂からは、余呉湖、琵琶湖、竹生島、伊吹山などの360度の展望が得られる。
| 山容 | 名称   | 標高 (m) | 三角点等級 基準点名 | 賤ヶ岳からの 方角と距離(km) | 備考                    |
| ---- | ------ | -------- | ------------------- | --------------------------- | ----------------------- |
|      | 金糞岳 | 1,317    |                     | 東北東 14.0                 | 滋賀県の第2高峰         |
|      | 横山岳 | 1,131.72 | 二等 「横山岳」     | 北北東 12.3                 |                         |
|      | 賤ヶ岳 | 421.13   | 三等 「賎ヶ嶽」     | 0                           | 賤ヶ岳の戦い            |
|      | 小谷山 | 494.52   | 三等 「大岳」       | 東南東 8.6                  | 新・花の百名山          |
|      | 伊吹山 | 1,377.31 | 一等 「伊吹山」     | 東南東 21.7                 | 滋賀県最高峰 日本百名山 |

### 河川
- 東山麓を余呉川が北から南へ流れる。
- 西山腹には琵琶湖と余呉湖を結ぶ飯浦送水隧道がある。

### 交通・アクセス
- 南西山麓の大音地区から山頂の稜線を結ぶ「賤ヶ岳リフト」の観光リフトがある[5]。
- 最寄りの駅は、JR西日本北陸本線の木ノ本駅である。
- 最寄りのインターチェンジは、北陸自動車道の木之本インターチェンジがあり、その北側には賤ヶ岳サービスエリアがある。
- 南山腹には、国道8号の賤ヶ岳トンネルとその旧道である滋賀県道514号飯浦大音線の賤ヶ岳隧道があり、西山麓に国道365号が通る。
- 賤ヶ岳トンネルは往復2車線ギリギリの幅しかない上に交通量が多く危険なためビワイチの難所として知られ、滋賀県道514号飯浦大音線への迂回が強く推奨されている。
- また、2024年より木ノ本駅から賤ヶ岳リフトへの無料シャトルバスが運行されているが、概ね１時間に１本ほどしか運転されていなかったり、運行日も７月から１１月の一部の日にしか運行されていないので、注意が必要。